# Julius Ziehen

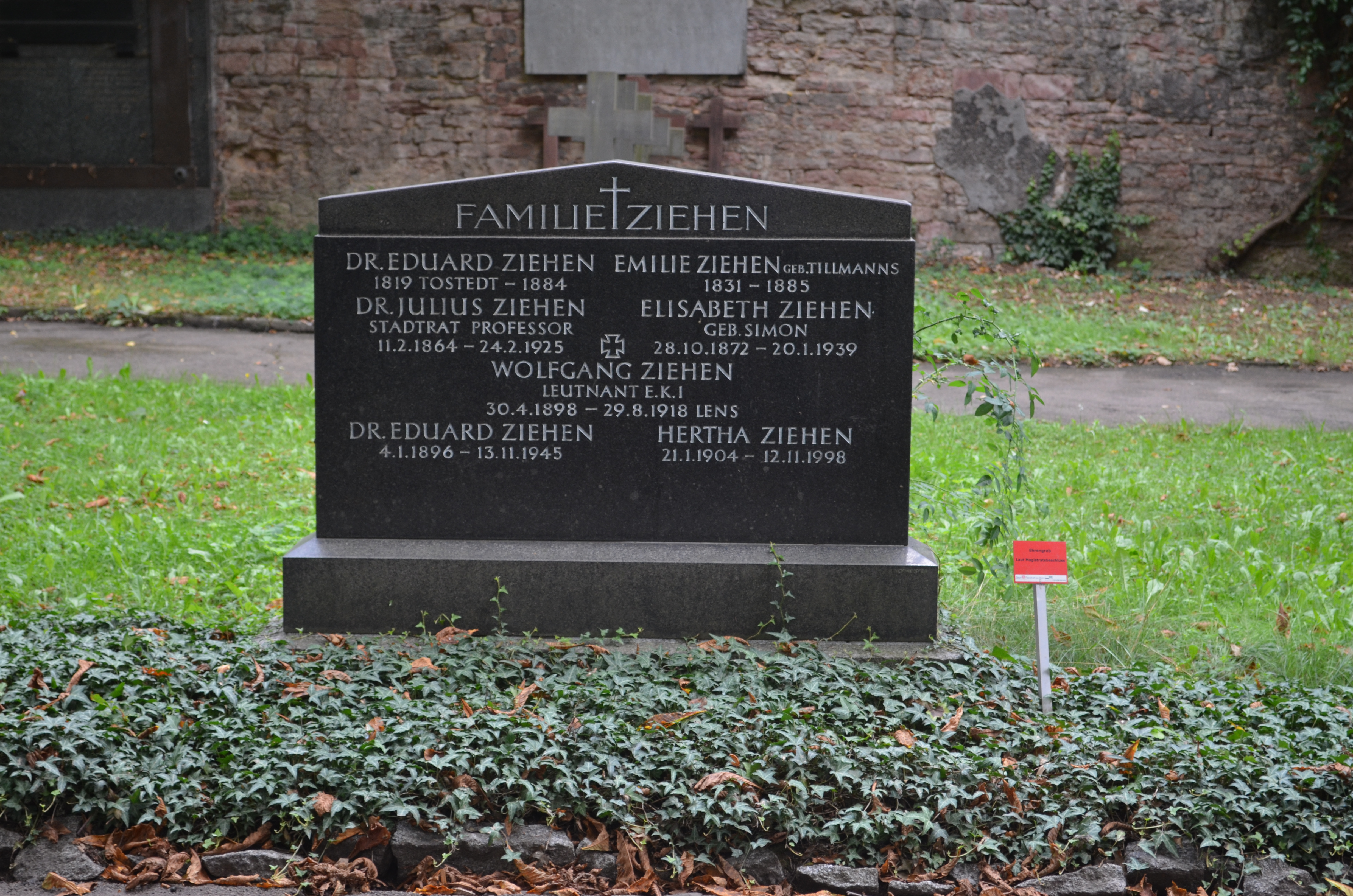
Frankfurt, Hauptfriedhof, Ehrengrab D 228 Julius Ziehen

Julius Ziehen (* 11. Februar 1864 in Frankfurt am Main; † 24. Februar 1925 ebenda) war ein deutscher Pädagoge und Altphilologe.

## Leben
Julius Ziehen war der Sohn des Privatlehrers und Schriftstellers Eduard Ziehen (1819–1884) und Bruder des Psychiaters und Philosophen Theodor Ziehen (1862–1950). Er besuchte die Musterschule und das Städtische Gymnasium, wo er 1882 die Abiturprüfung ablegte. Ein Studium der Altphilologie, Germanistik, Geschichte und Archäologie in Tübingen, Leipzig und Bonn schloss er 1886 mit der Promotion ab. Von 1886 bis 1889 war er Hauslehrer in Budapest, wo er während dieser Zeit mehrere historische Arbeiten in ungarischer Sprache veröffentlichte.
Nach seiner Rückkehr nach Frankfurt erhielt er 1889 die erste Anstellung als Lehrer am Städtischen Gymnasium. 1891–1892 wurde er beurlaubt, um das Reisestipendium des Deutschen Archäologischen Instituts antreten zu können. 1893 ernannte ihn das Deutsche Archäologische Institut zum korrespondierenden Mitglied.
Unter der Leitung von Karl Reinhardt wirkte er in den 1890er Jahren an der Erarbeitung des Frankfurter Lehrplans für Reformrealgymnasien mit. 1898 bis 1901 war er Direktor der Wöhlerschule in Frankfurt, danach bis 1906 Oberstudiendirektor beim Kommando des Kadettencorps in Berlin.
Am 14. November 1905 wurde Ziehen zum Stadtrat für das Frankfurter Schulwesen gewählt. Bis 1916 blieb er städtischer Schuldezernent, danach wechselte er als ordentlicher Professor auf den von Wilhelm Merton gestifteten Lehrstuhl für Pädagogik an der Frankfurter Universität, wo er bereits seit 1914 Honorarprofessor für Pädagogik gewesen war. Sein Lehrstuhl war die erste Professur für Pädagogik an einer preußischen Universität.
Ziehen war der erste Vorsitzende der 1906 gegründeten Frankfurter Historischen Kommission, blieb bis 1921 als ehrenamtlicher Stadtrat für das höhere Schulwesen im Frankfurter Magistrat, danach war er bis zu seinem Tode Leiter des neugeschaffenen Amtes für Wissenschaft, Kunst und Volksbildung.
Ziehen war Herausgeber pädagogischer Schriften und von Übersetzungen von Texten aus dem klassischen Altertum. Er sprach Französisch, Englisch, Italienisch und Ungarisch sowie als Altphilologe Griechisch und Latein. Sein Nachlass ist im Institut für Stadtgeschichte archiviert. Nach ihm ist die Ziehenschule im Frankfurter Stadtteil Eschersheim benannt. Seine letzte Ruhestätte fand er auf dem Frankfurter Hauptfriedhof. Das Grab wurde vom Magistrat der Stadt zum Ehrengrab ernannt.
Ziehen war von Natur aus Linkshänder und schrieb rechts und links flüssig. Er konnte sogar, was er im Familienkreis gelegentlich vorführte, rechts und links gleichzeitig verschiedene Wörter schreiben.
Ziehen war seit 1894 mit Elisabeth geb. Simon verheiratet. Seine Söhne waren der spätere Studienrat der Musterschule und Historiker Eduard (1896–1945) und Wolfgang Ziehen (1899–1918).

## Schriften (Auswahl)
Autor
- Ephemerides Tullianae rerum inde a XVII m. Martii 49 a. Chr. usque ad IX m. Augusti 48 a. Chr. gestarum. Phil. Diss., Bonn, 1886–87.
- Der Kaiser und die Schule. In: Unser Kaiser. Fünfundzwanzig Jahre der Regierung Kaiser Wilhelms II. 1888-1913, Berlin et al., : Deutsches Verlagshaus Bong & Co., 1913, S. 289–293.
- Biographische Studien zur Geschichte und zum System der Volkserziehung, 1911.
- Geschichte der Pädagogik. In: Die Auskunft. Eine Sammlung lexikalisch geordneter Nachschlagebüchlein über alle Zweige von Wissenschaft, Kunst und Technikt unter Mitarbeit erster Fachleute […]. Frankfurt am Main 1920–1931, Heft 18–19.

Herausgeber
- Karl Oppel: Praktische Anleitung zur Erziehung der Kinder vom frühen Alter bis zur Selbständigkeit. Mit einem Vorwort von Julius Ziehen, Frankfurt: Moritz Diesterweg, 1906.
- Magdalene von Broecker: Kunstgeschichte im Grundriß. Göttingen: Vandenhoeck & Ruprecht, 1910.